# Євтихій (патріарх Константинопольський)
Євтихій Константинопольський (грец. Ευτύχιος  Κωνσταντινουπόλεως; бл. 512 — 5 квітня 582) — патріарх Константинопольський (552-565, 577-582). Святий Православної церкви, шанується в лику святителів, пам'ять відбувається 6 квітня (по юліанському календарю).

## Життєпис
Народився в селищі, що носило назву «Божественне», під Фригійською областю. Його батько, Олександр, був воїном, а мати, Синесія, була дочкою священика августопольскої церкви Ісихія. Євтихій отримав початкову освіту і християнське виховання від свого діда-священника. У 12-річному віці він був відправлений до Константинополя для отримання подальшої освіти. Юнак досяг успіху у вивченні наук, але потім вирішив присвятити себе чернечому життю. Він пішов в один з амасійских монастирів і прийняв чернечий постриг. За своє строге життя він був поставлений архімандритом всіх амасійских монастирів.
Коли за імператора Юстиніана (527—565) готувалося скликання П'ятого Вселенського собору, митрополит Амасійский був хворий і відправив замість себе архімандрита Євтихія. За переданням, побачивши Євтихія в Константинополі, старий патріарх Міна (536—552) передбачив, що він буде після нього патріархом. Коли в присутності імператора обговорювалося питання про Феодора Мопсуетскогоо, Іву Едесского і Феодорита Кирского які розділяли в ряді питань думку Несторія, але вважалися православними, то Євтихій висловився про допустимість церковного засудження вже померлих людей (всі троє до того моменту вже були мертві) і навів приклад біблійного царя Осії, який велів викопати і спалити кістки ідолослужителів (4Цар 23:16).
Згідно житію Євтихія, після смерті святого Міни імператору Юстиніану у видінні з'явився апостол Петро і, вказавши на Євтихія, вимовив «Нехай цей буде поставлений вам єпископом». В 552 році Євтихій був зведений на патріарший престол.
На початку патріаршого служіння Євтихія в 553 році відбувся П'ятий Вселенський собор, який засудив єресі які виникли в імперії і піддав їх анафемі. Однак через кілька років у церкві виникла нова єресь, автардокетов, тобто «нетліноуявляючих», які вчили, що плоть Христова до Хресної смерті і Воскресіння була нетлінною і не відчувала страждань. Святий Євтихій викривав цю єресь, але імператор Юстиніан, сам був схильний до неї, обрушив свій гнів на святителя. За наказом імператора в 565 році воїни схопили святителя в храмі, зірвали з нього патріарше вбрання і відправили на заслання в Амасійский монастир.
Святитель покірно переносив вигнання, проводив час у монастирі в пості і молитві. До цього періоду його життя житіє відносить ряд чудотворінь: зцілення хворих, вигнання бісів і т. ін. Під час нападу персів на Амацію і загального руйнування жителів за вказівкою святителя з монастирських житниць давали зерно голодуючим.
Після смерті патріарха Іоана Схоластика Євтихій у 577 році повернувся на константинопольську кафедру після свого 12-річного вигнання. У 582 році святитель Євтихій в день святкування Пасхи захворів і помер у Провідну неділю. Його поховали в церкві Дванадцяти апостолів. У 1246 році мощі святителя з Константинополя були перенесені у Венецію.

## Твори
Твори святителя Євтихія включені в 86-й том Patrologia Graeca. Російською мовою видано:
- Проповедь о Пасхе и святой Евхаристии. — В кн.: Собрание древних Литургий Восточных и Западных. Вып. 4. СПб., 1874, с. 59—65.